# Eli Cohen
Pour les articles homonymes, voir Cohen et Élie Cohen.
Eliyahou Ben-Shaoul Cohen (hébreu : אֱלִיָּהוּ בֵּן שָׁאוּל כֹּהֵן, arabe : إيلي كوهين), communément appelé Eli Cohen (parfois orthographié « Élie Cohen »), né le 26 décembre 1924 à Alexandrie en Égypte et mort pendu le 18 mai 1965 à Damas en Syrie, est un espion israélien,.
Il est connu pour son travail d'espionnage entre 1961 et 1965 en Syrie, où il a développé des relations étroites avec la hiérarchie politique et militaire et est devenu conseiller principal du ministre de la Défense syrien. Selon certaines sources, les renseignements qu'il a recueillis avant son arrestation ont constitué un élément important dans la victoire d'Israël sur la Syrie et la conquête du plateau du Golan pendant la guerre des Six Jours.

## Biographie

### Enfance et éducation
Son père, Saul Cohen, né à Alep en Syrie, vécut en Égypte depuis ses 7 ans. C'est là que naît Eliyahou Ben-Shaoul Cohen dans une famille juive mizrahim arabophone, modeste et très pratiquante.
Eli reçoit une éducation religieuse juive orthodoxe. Il se montre très doué pour les mathématiques (il désire devenir ingénieur après avoir failli opter pour le rabbinat), les langues étrangères et doté d'une mémoire exceptionnelle, ce qui lui rendra service pour ses activités de renseignement.

### Activités

#### Actions clandestines en Égypte
En 1944, Eli Cohen rejoint le mouvement sioniste d'Alexandrie. Il est impliqué dans des actions clandestines visant à permettre aux juifs égyptiens de rejoindre la Palestine mandataire. Ses parents et ses sept frères et sœurs quittent l'Égypte pour Israël en 1949. Eli Cohen reste au Caire et poursuit ses activités clandestines, préparant des itinéraires de fuite au profit des familles juives souhaitant émigrer en Israël et confectionne à cet effet de faux documents. Il fait également partie, bien qu'y jouant un rôle mineur, du réseau juif impliqué dans l'affaire Lavon. À l'initiative du ministre de la Défense israélien, cette opération consiste à fomenter des attentats en Égypte afin de donner un prétexte à la Grande-Bretagne pour y maintenir son armée.
En juillet 1954, Eli Cohen, informé par un ami policier de la chute imminente du réseau et de l'arrestation de ses membres, se débarrasse de tous les documents, armes et explosifs qui se trouvent chez lui. Il est brièvement emprisonné par la police égyptienne, mais demeure sur place et poursuit ses activités occultes tout en étudiant la comptabilité à l'Université du Caire. Il rejoint Israël en 1957 à la suite de l'expulsion des juifs d’Égypte et la confiscation des biens juifs décidée par le gouvernement égyptien, après la crise de Suez,.

#### Recrutement par le renseignement militaire
Il devient analyste pour la direction du renseignement militaire. Pendant une courte période, il a été enrôlé dans les Forces de défense israéliennes en tant que traducteur.
Blessé par le rejet de sa candidature au Mossad, il quitte l'armée et devient employé de bureau dans un cabinet d'assurance de Tel Aviv, puis comptable aux grands magasins Hamashbir. Il épouse, en 1959, Nadia Majald, une nouvelle immigrante d'Irak, infirmière de douze ans sa cadette, avec laquelle il aura trois enfants: Sophie, Iris et Shay.
En 1960, son dossier de candidature étant rouvert, il est engagé par la direction du Renseignement de l'armée israélienne (Aman) en tant qu'« illégal » : ne bénéficiant d'aucun statut protecteur comme celui de diplomate, il opèrera à l'étranger sous une fausse identité. La direction du Renseignement israélien a besoin d'agents arabophones et aux « traits orientaux » pouvant se fondre dans les capitales arabes. Le contrôle de ses activités sera transféré au Mossad en 1964.
Les anciens de l'Aman ont une autre version du recrutement d'Eli Cohen : sa candidature aurait été initialement écartée en raison d'une trop grande confiance en lui, révélée par les tests psychologiques. Son courage et sa mémoire exceptionnelle auraient été malheureusement obérés par une tendance à se surestimer et à prendre des risques inutiles.
L'État d'Israël cherche à infiltrer un agent à Damas. La Syrie s'est progressivement affirmée comme l'État arabe le plus agressif à l'égard de l'État juif créé le 14 mai 1948. Des affrontements sporadiques ont lieu régulièrement sur le Golan, qui domine le lac de Tibériade. De plus, la Syrie a lancé, en coopération avec le Liban et la Jordanie, un important projet d'ingénierie ayant pour objectif de détourner les eaux des affluents du Jourdain, privant Israël d'eau, projet devant être construit par Mohammed ben Laden.
En 1961, Eli Cohen est envoyé en Argentine (où il existe une forte communauté arabe comptant environ un demi-million d'exilés) pour y élaborer sa couverture en tant que marchand arabe syrien, notamment de meubles damascènes, sous le nom de Kamel Amin Thaabet. Eli Cohen noue là-bas de nombreuses relations au cœur des communautés arabes locales, notamment avec Abdel Latif Hassan, rédacteur en chef de la revue Le Monde arabe et avec le général Amin al-Hafez, attaché militaire syrien à Buenos Aires, et futur président de la Syrie.

#### Missions à Damas

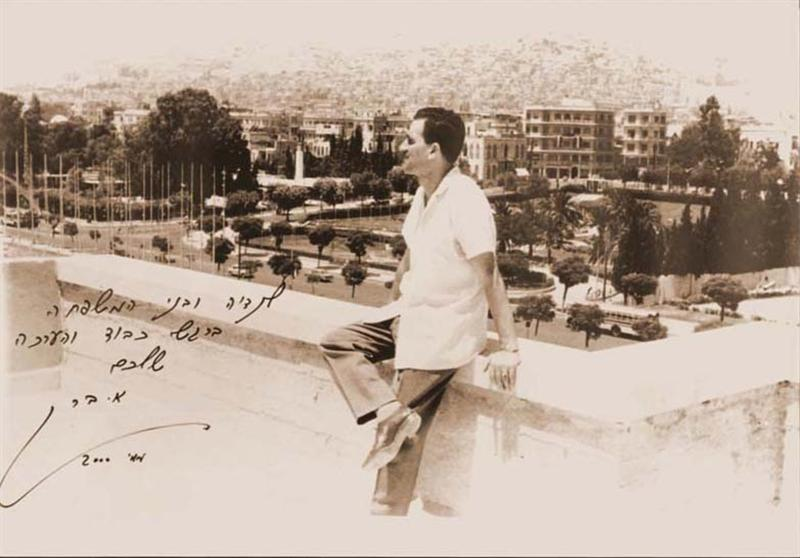
Élie Cohen à sa résidence de Damas, en 1963.

Moins d'un an plus tard, en 1962, il « revient » à Damas sous la même fausse identité de Kamel Amin Thaabet, et avec la « légende » d'un millionnaire syrien ayant fait fortune dans l'import-export et de retour au pays après un exil argentin. Dans le paquebot de Gênes à Beyrouth, il rencontra Majd Sheikh al-Ard, un homme d'affaires qui lui ouvrira son carnet d'adresses et qui était un agent de la CIA traquant les nazis en Syrie,.
Il joue la carte du parti Baas qui est contre le projet de République arabe unie et développe progressivement des relations d'amitiés avec des personnalités au plus haut niveau du pouvoir syrien, incluant Hafez el-Assad, essentiellement en organisant des fêtes somptueuses, où l'alcool et les femmes sont amplement offerts. Y participent les officiers supérieurs et les dignitaires du régime qui parlent beaucoup, la langue déliée par l'ambiance et l'alcool, et mis en confiance par Eli Cohen jouant à fond le rôle d'un Arabe antisioniste. Il prend également à cette occasion des photos de parties fines, levier non négligeable d'extorsion d'informations,.
Il transmet des informations aux services israéliens par radio, par microfilms dissimulés dans des boîtes de backgammon exportées officiellement en Argentine et par lettres secrètes ou même directement une fois tous les six mois au cours d'un voyage d’affaires en Europe, profitant de cette occasion pour rendre visite à sa famille à Bat Yam.

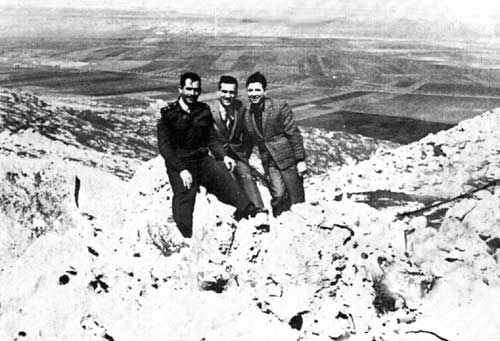
Eli Cohen (au milieu) avec des amis de l'armée syrienne, sur les hauteurs du Golan (date inconnue).

En 1963 le général Amine al-Hafez — avec lequel Cohen avait entretenu des liens d'amitié en Argentine — devient président de la Syrie. Cela lui ouvre de nouveaux liens, notamment au ministère de la Communication et dans l'armée.
Eli Cohen réussit notamment à visiter les fortifications syriennes des hauteurs du Golan. Il rapporte ainsi aux services israéliens la disposition des bunkers et des bases de tir syriens organisés en trois lignes. Certains ajoutent qu'il aurait ainsi suggéré aux officiers syriens que des eucalyptus soient plantés autour des bunkers syriens abritant des canons pouvant viser le territoire israélien, prétendant officiellement que ces arbres pourraient servir d'abris naturels aux postes avancés. La plantation de ces arbres fut effectivement décidée par les autorités syriennes. Cela permit surtout aux soldats de Tsahal de facilement localiser les bunkers syriens lors de leur bombardement pendant la Guerre des Six Jours,.
Les informations transmises par Eli Cohen permettent notamment à l'aviation israélienne de détruire le matériel lourd entreposé par les Syriens afin de réaliser le chantier de détournement des eaux du Jourdain. Le 13 novembre 1964, prétextant un incident de frontière à proximité de la rivière Dan, les avions israéliens bombardent les positions syriennes et le chantier des canaux de dérivation. L'aviation syrienne n'intervient pas, car elle n'a pas encore maîtrisé le maniement des chasseurs MiG récemment livrés par les Soviétiques,,.
En revanche, les rumeurs selon lesquelles on aurait envisagé de nommer Cohen vice-ministre de la défense sont sans fondement.
Craignant d'être découvert, au bord de l'effondrement, Eli Cohen avertit à maintes reprises le Mossad qui n'en tient pas compte. Après un séjour de quelques mois en Israël fin 1964, l'« espion au rendement exceptionnel » est renvoyé en mission en Syrie,.

### Chute de l'agent Cohen
Les raisons de la chute d'Eli Cohen ne sont pas précisément connues et même le Mossad n'est pas sûr de savoir comment il a été démasqué. Selon certains, dont Ronen Bergman, Cohen aurait précipité sa chute en prenant goût aux intrigues de cour et en multipliant fêtes et rapports qui n'étaient pas toujours indispensables, attirant la suspicion et multipliant les risques d'être détecté. Sa famille accuse le Mossad de l'avoir surmené, le poussant à la faute.
D'autres hypothèses mentionnent un officier égyptien de passage à Damas, qui avait interrogé Cohen lors de ses agissements au Caire et qui l'aurait reconnu. Mais aussi, les fréquentes rencontres d'Eli Cohen avec Majid Cheikh al-Ard, homme d'affaires syrien en même temps qu'agent de la CIA (ce dont Eli Cohen n'avait aucune idée), auraient attiré l'attention. Par ailleurs, Eli Cohen se serait aussi intéressé à Aloïs Brunner, un ancien officier SS, dissimulé à Damas, ce qui est inhabituel pour un Arabe syrien. La veuve de l'espion égyptien Raafat Al-Haggan prétend que son mari aurait démasqué Eli Cohen,.
Quoi qu'il en soit, la preuve de ses agissements a été obtenue par des spécialistes du contre-espionnage égyptien ayant localisé (grâce à un nouveau système de radiogoniométrie d’origine soviétique) les ondes radio de messages en morse émises par le poste émetteur miniature situé dans son appartement,.

### Découverte et condamnation

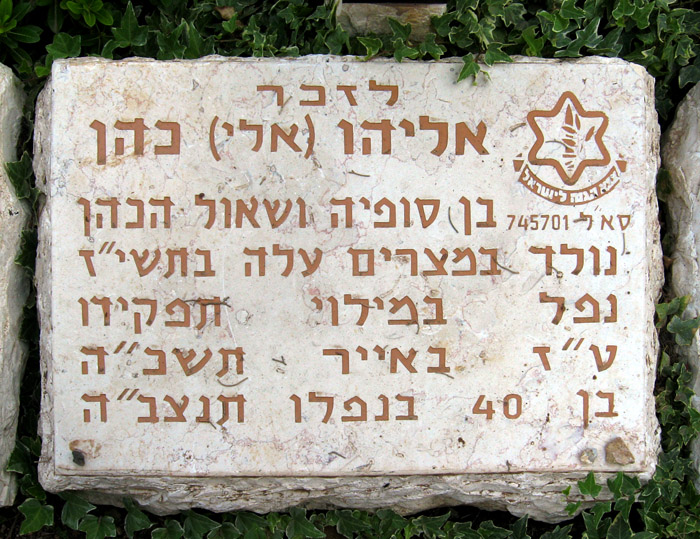
Plaque à la mémoire d'Eli Cohen au Mont Herzl, dans le Jardin des portés disparus, à Jérusalem.

Après son arrestation, il subit de nombreuses tortures (ongles arrachés, testicules électrocutés) afin qu'il livre ses codes. Le chef d'État syrien, Al-Hafez, lance alors une purge au sein des cadres dirigeants de l'État syrien, ordonnant une centaine d'arrestations.
Vu l'importance de ses activités et des renseignements fournis par cet agent hors norme, le gouvernement d'Israël contacte un avocat français à Paris, Jacques Mercier, afin que celui-ci assure la défense d'Eli Cohen, au nom de son épouse. Selon Le Monde, des tractations secrètes sont engagées par le gouvernement israélien et des personnalités syriennes : en échange d'une mesure de grâce, l'État juif offre de restituer au gouvernement syrien plusieurs de ses espions appréhendés en Israël. Les émissaires israéliens s'engagent de surcroît à livrer des produits pharmaceutiques, des tracteurs et même, dit-on, des camions militaires. Un chèque de plusieurs centaines de millions de francs est mis à la disposition du gouvernement syrien en guise d'acompte. Mais ces propositions sont finalement rejetées par les Syriens, sous l'influence des éléments les plus durs du régime. Son procès à Damas a lieu sans avocat alors que Me Jacques Mercier et Me Jean Talandier avaient fait de nombreuses démarches auprès de Damas afin d'assurer sa défense et obtenu certaines assurances à ce sujet,.
Finalement, les autorités syriennes refusent qu'Eli Cohen puisse bénéficier d'un procès normal. Après quatre mois passés en prison, sans avoir pu prendre contact avec un avocat ou un membre de sa famille, il est jugé à huis clos et condamné à mort par un tribunal militaire d'exception « pour avoir transmis à l'ennemi des renseignements touchant à la sécurité de l'État ».
Les deux autres personnes condamnées à mort en même temps que lui (le notable syrien Majed Cheikh el Ard et le lieutenant Zahreddine) voient leur peine commuée.
Le général de Gaulle, le roi Baudouin, le premier ministre du Canada Lester B. Pearson, le pape Paul VI et diverses autres personnalités demandent sans succès au gouvernement syrien de revenir sur cette condamnation à mort et de procéder, en lieu et place, à un emprisonnement à vie. Il avait été aussi proposé, par l'État d'Israël, aux autorités syriennes une somme de 5 millions de dollars afin de le faire libérer, mais cette proposition fut refusée,.

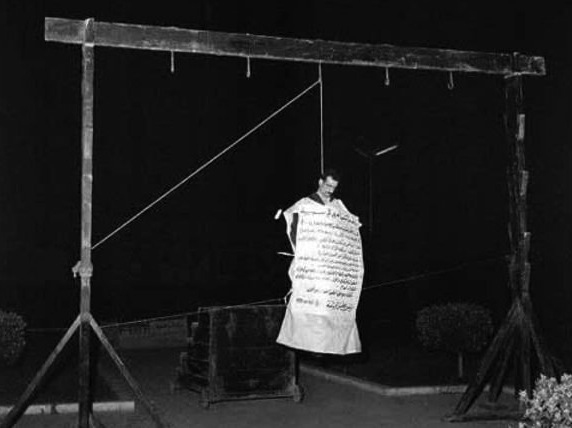
Eli Cohen pendu à Damas.

Eli Cohen est pendu dans un des squares très fréquentés et connus de Damas, le square Al Marjeh, le 18 mai 1965 à 3 h du matin. Son corps restera pendu au gibet toute la journée, recouvert d'un drap où ont été inscrits son nom, son prénom et les raisons de l'exécution publique. Son exécution a été filmée par les services syriens,.

## Démarches en vue d’un retour de la dépouille
Depuis son exécution, les autorités syriennes ont toujours refusé de renvoyer le corps d'Eli Cohen à sa famille afin qu'il soit enterré en Israël. En février 2007, un cadre de la République turque a confirmé que son gouvernement était prêt à jouer le médiateur pour obtenir le retour des restes d'Eli Cohen. En juillet 2018, le Mossad restitue à sa famille une montre-bracelet récupérée grâce à une opération spéciale menée en Syrie. Il est possible que cette « opération » ait consisté en un coûteux achat à un antiquaire, certains ironisant en employant l'appellation « opération eBay »,,,.
En décembre 2024, après la chute du régime Assad, le gouvernement israélien prend contact avec des collaborateurs du nouveau gouvernement syrien pour tenter de localiser le lieu de sépulture d'Eli Cohen.

## Hommages posthumes et culture populaire
Eli Cohen est considéré comme un héros par Israël. Des rues et des jardins de plusieurs villages en Israël portent son nom. Un village coopératif dans le Golan, conquis en juin 1967 par l'armée israélienne, est appelé en son souvenir Eli Ad. Il s'agit d'un ancien établissement du Nahal établi en 1968 et devenu deux ans plus tard un moshav comptant en 2018 environ 400 personnes et dépendant du conseil régional du Golan.
Le téléfilm The Impossible Spy (en), qui fait le récit de sa vie, a été projeté au musée international de l'espionnage (en) à Washington. 
Le feuilleton télévisé de six épisodes The Spy, avec Sacha Baron Cohen, est co-produit par Canal+ et Netflix. Il a été diffusé en France par OCS en septembre 2019,.
En 2022, un film documentaire israélien en trois parties lui est consacré, intitulé Agent 566 en référence au matricule qu'il détenait lorsqu'il émettait ses comptes rendus codés au Mossad. Ce film a été diffusé en mai 2023 sur la chaîne franco-allemande ARTE.

### Filmographie
- The Spy, mini-feuilleton coproduit par Canal+ et Netflix avec Sacha Baron Cohen dans le rôle principal, 2019.